# Boisgervilly
Boisgervilly es una localidad y comuna francesa en la región administrativa de Bretaña, en el departamento de Ille y Vilaine y distrito de Rennes.

## Demografía
| 949 | 1 004 | 1 026 | 1 080 | 1 062 | 1 068 | 1 127 | 1 156 | 1 183 | 1 173 | 1 227 | 1 283 | 1 307 | 1 345 | 1 404 | 1 369 | 1 405 | 1 316 | 1 311 | 1 272 | 1 150 | 1 086 | 1 014 | 1 002 | 959 | 976 | 936 | 936 | 921 | 1 074 | 1 174 | 1 215 | 1 408 |
| Para los censos de 1962 a 1999 la población legal corresponde a la población sin duplicidades (Fuente: INSEE [Consultar]) |       |       |       |       |       |       |       |       |       |       |       |       |       |       |       |       |       |       |       |       |       |       |       |     |     |     |     |     |       |       |       |       |

## Monumentos
- Una iglesia reconstruida en 1852 dotada de un altar mayor del siglo XVII de madera tallada. Estilo gótico.

- También se pueden contempar otros lugares privados como son la Manoir du Coudray "Maison Forte", la Manoir de la ville Chauvin y la capilla St Antoine datada en 1427.